# Danh sách khách sạn cao nhất

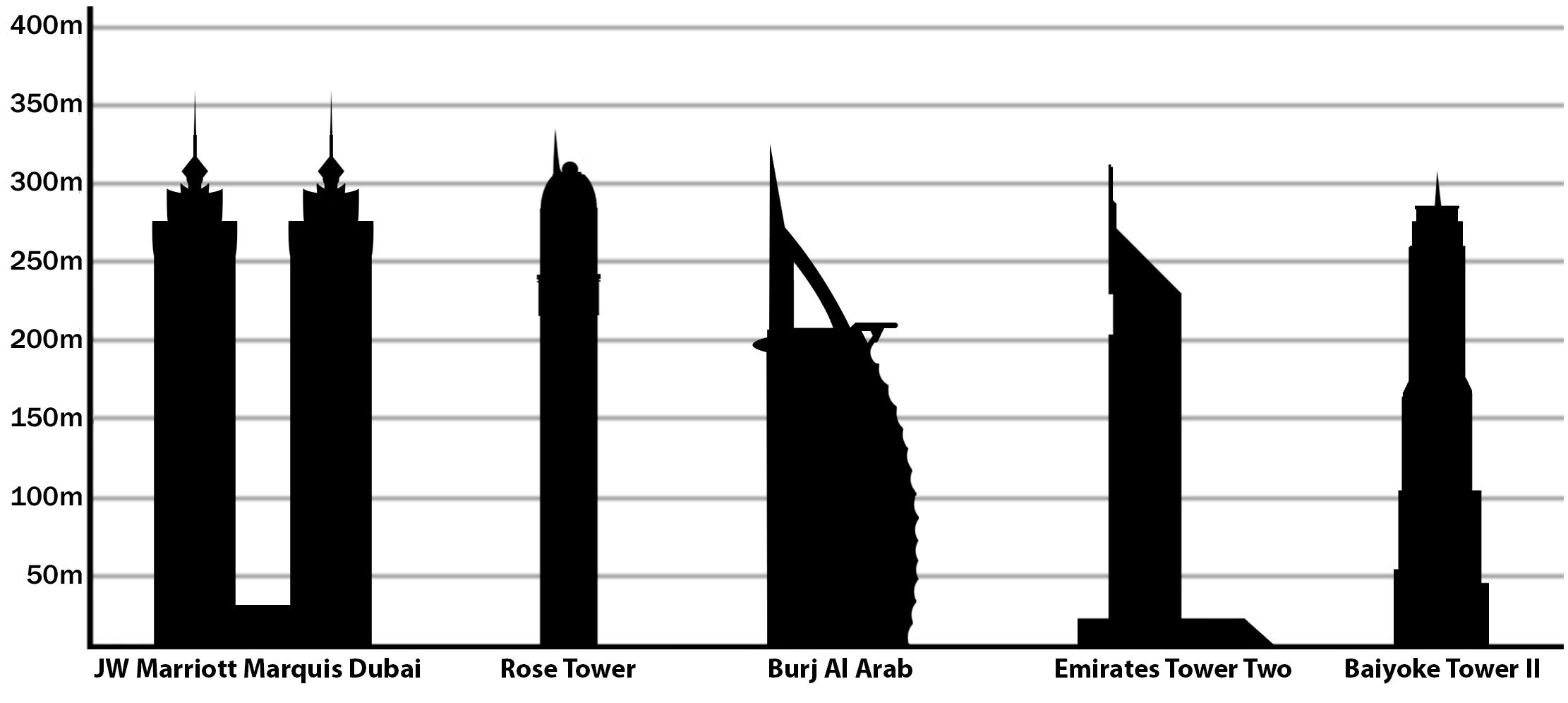
Một số khách sạn cao nhất trên thế giới

Đây là danh sách các tòa nhà cao nhất thế giới được sử dụng hoàn toàn làm khách sạn. Một số tòa nhà cao tầng được sử dụng nhiều phần và có một khách sạn chiếm các tầng cao nhất của tòa nhà. Những khách sạn như vậy được gọi là khách sạn cao nhất thế giới. Khách sạn cao nhất thế giới là The Ritz-Carlton, Hồng Kông.

## Đã hoàn thành hoặc đứng đầu
Danh sách này xếp hạng khách sạn đã hoàn thành cũng như đứng đầu các tòa nhà khách sạn với chiều cao ít nhất 150 m (492 ft), dựa trên số đo chiều cao tiêu chuẩn.

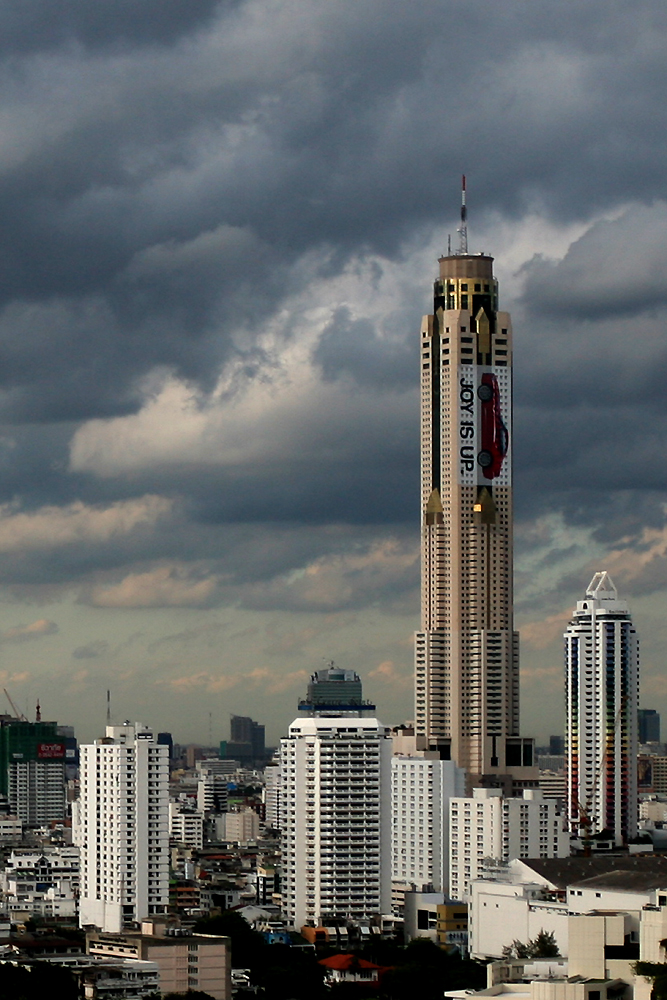
Baiyoke Tower II ở Bangkok, Thái Lan

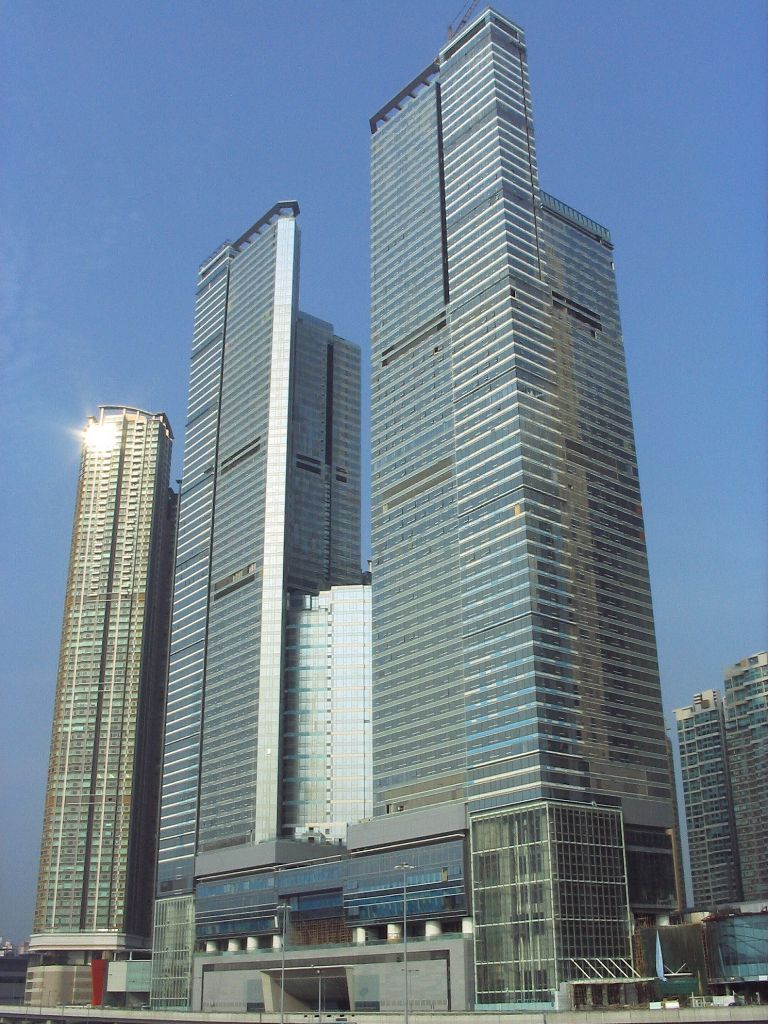
The Cullinan, ở Cửu Long, Hồng Kông

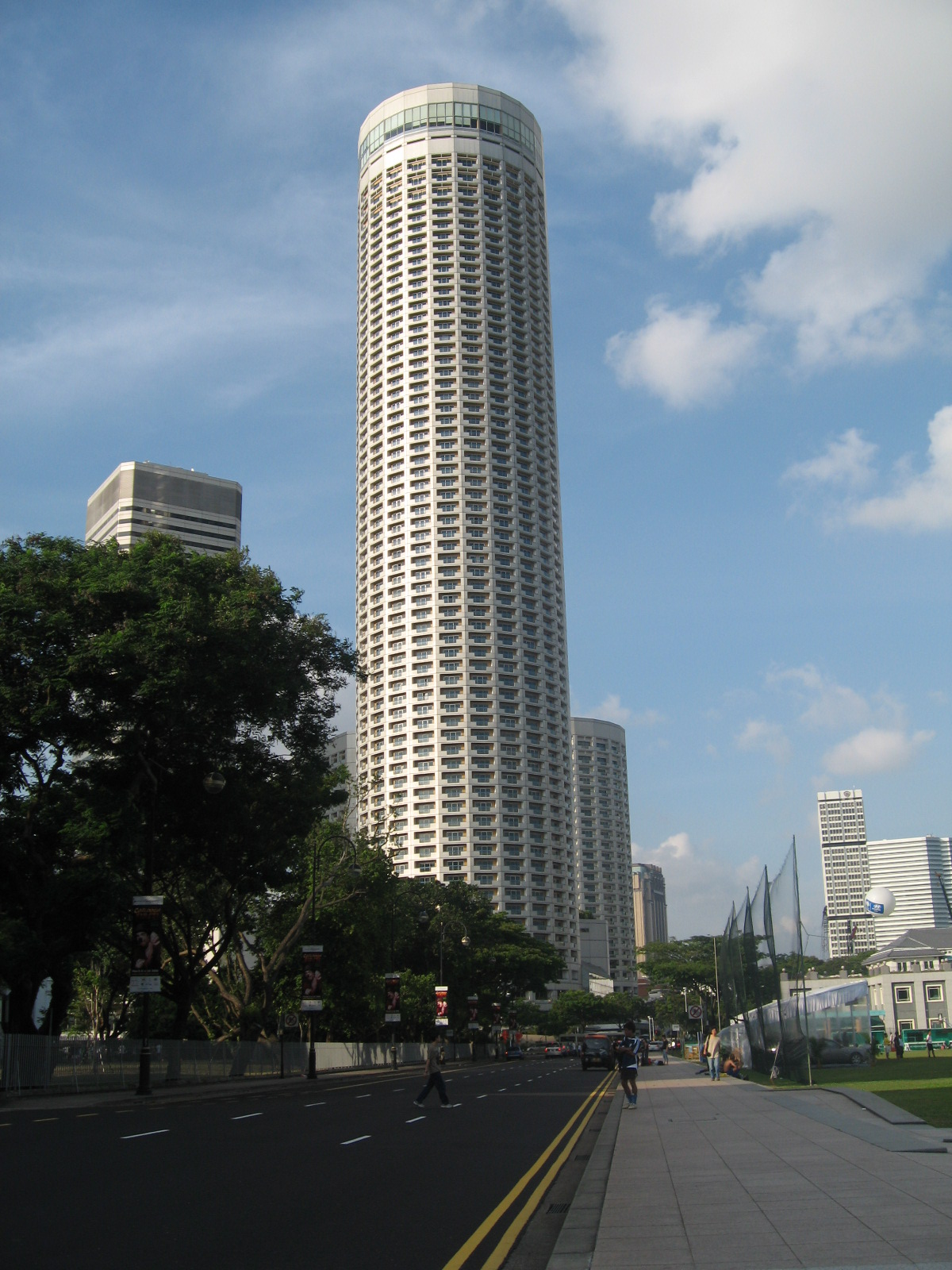
Swissôtel The Stamford, ở Singapore

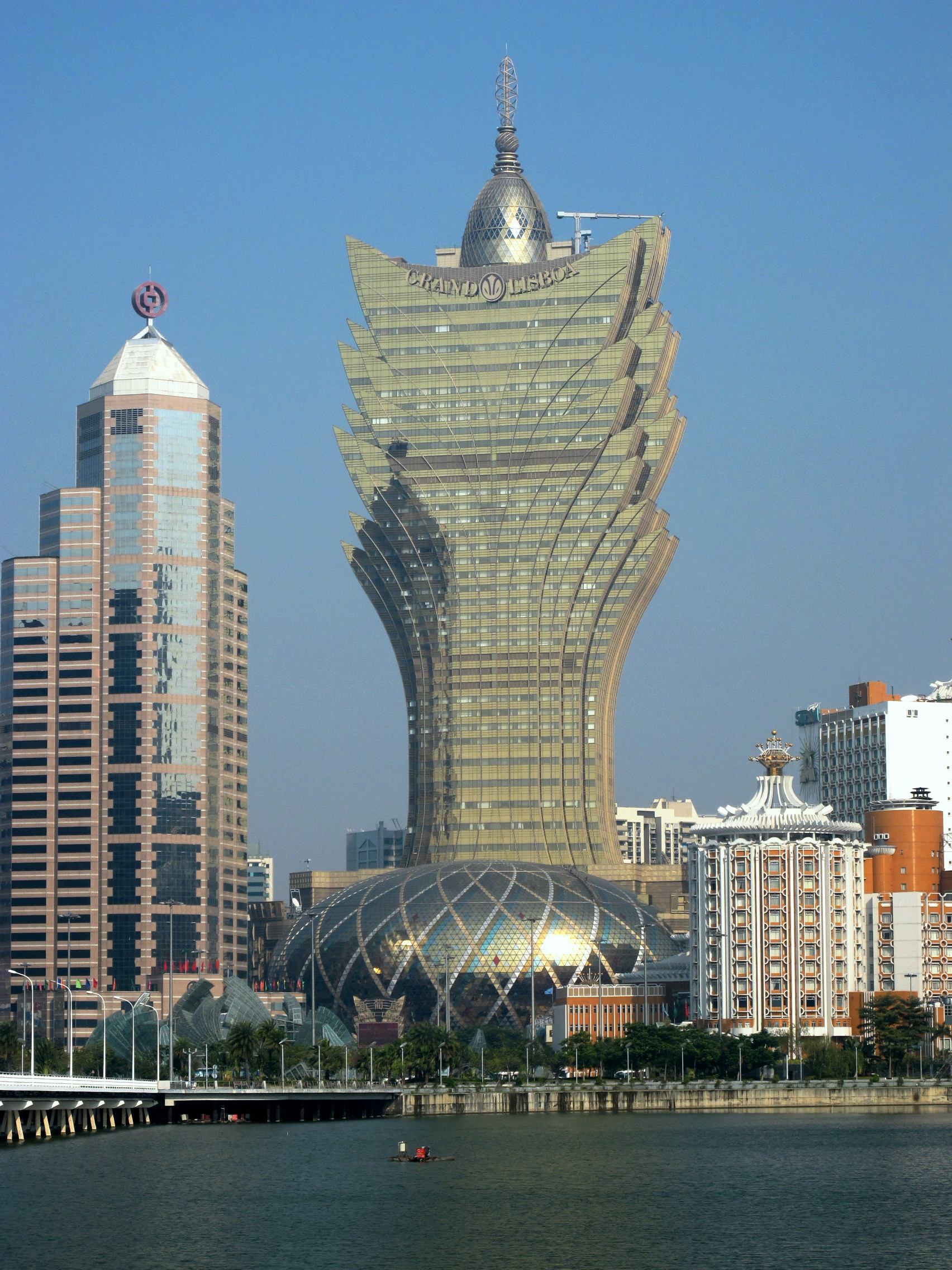
Grand Lisboa ở Ma Cao

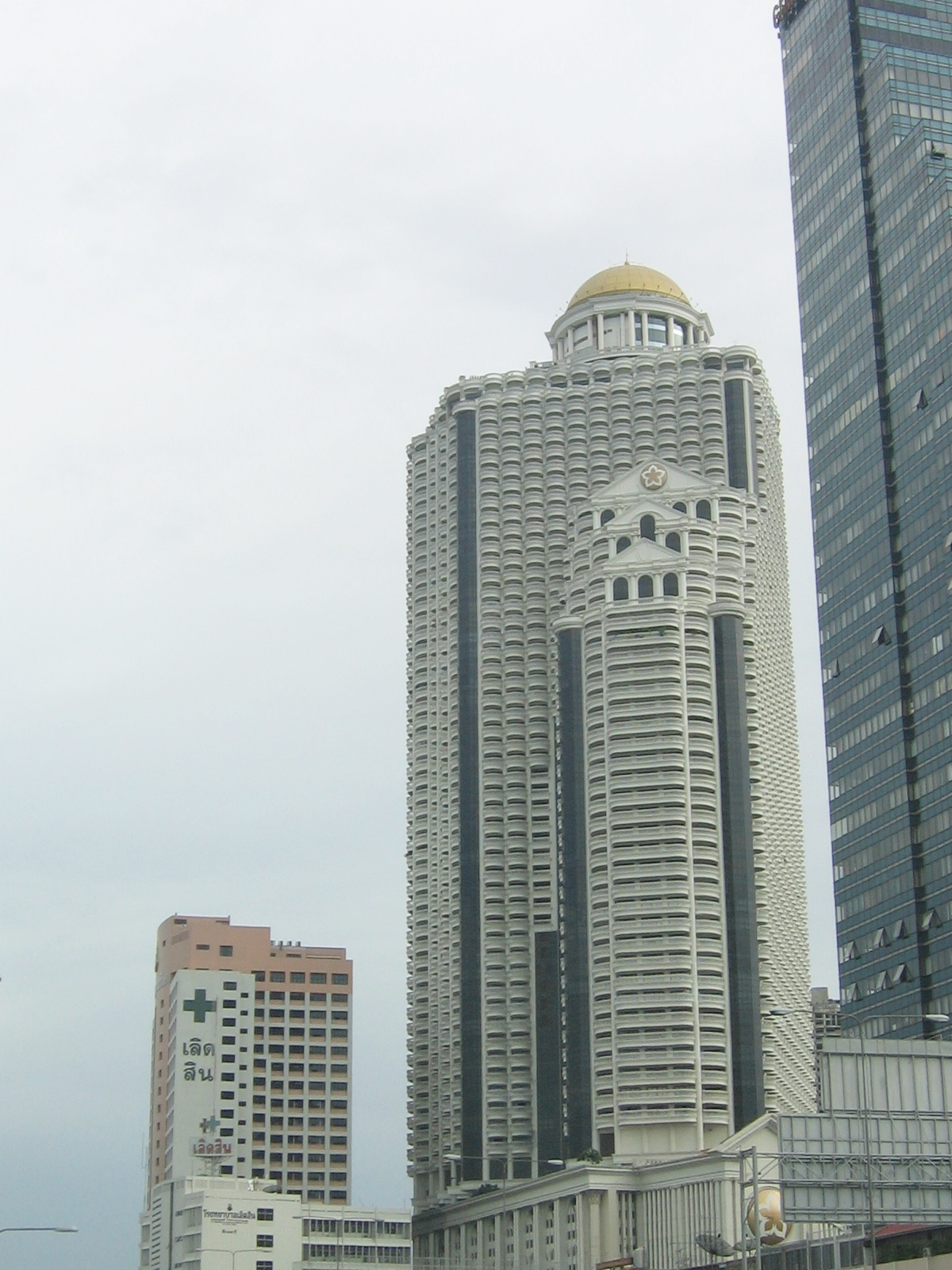
State Tower ở Bangkok, Thái Lan

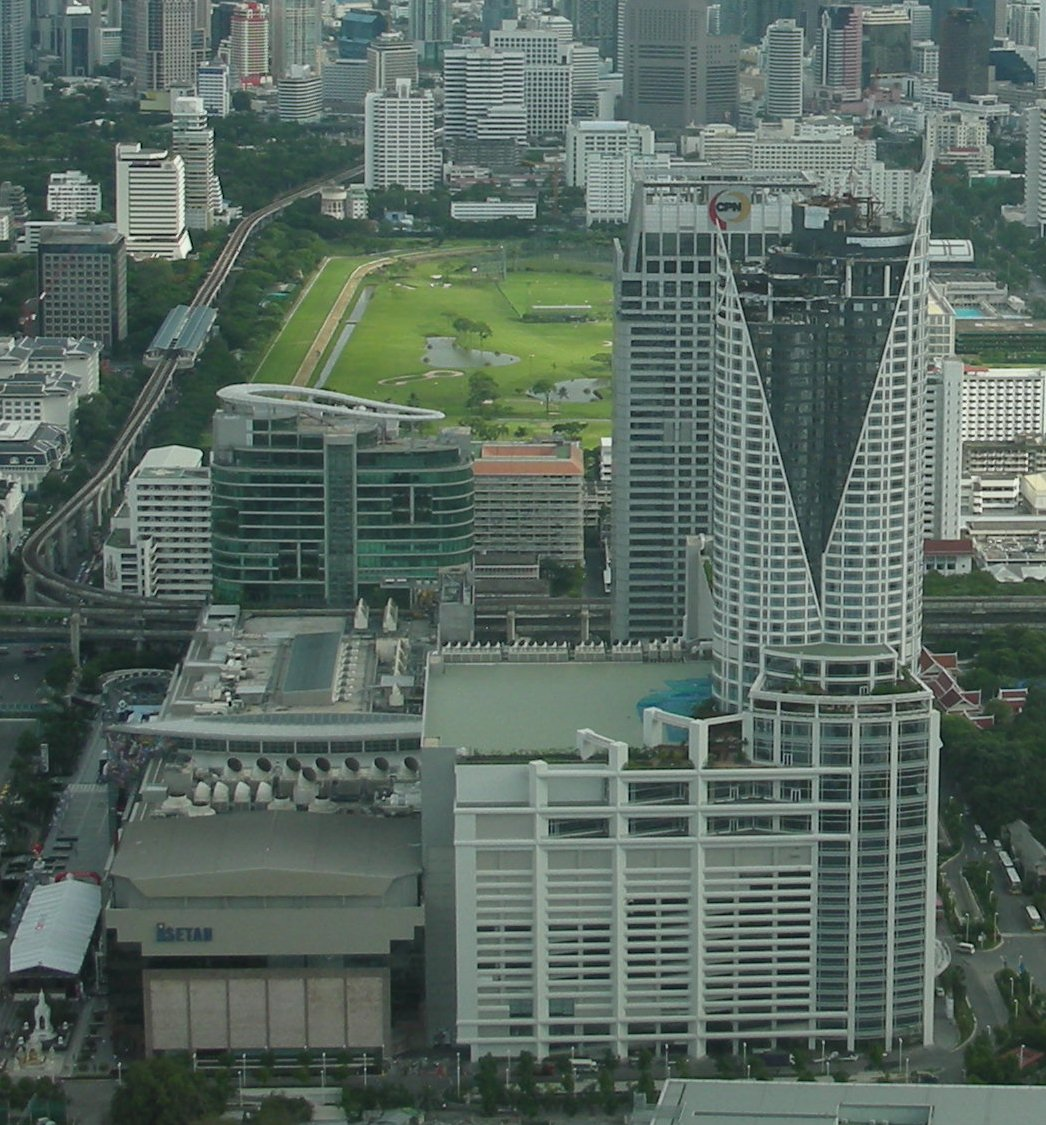
Centara Grand và Bangkok Convention Centre, ở Bangkok, Thái Lan

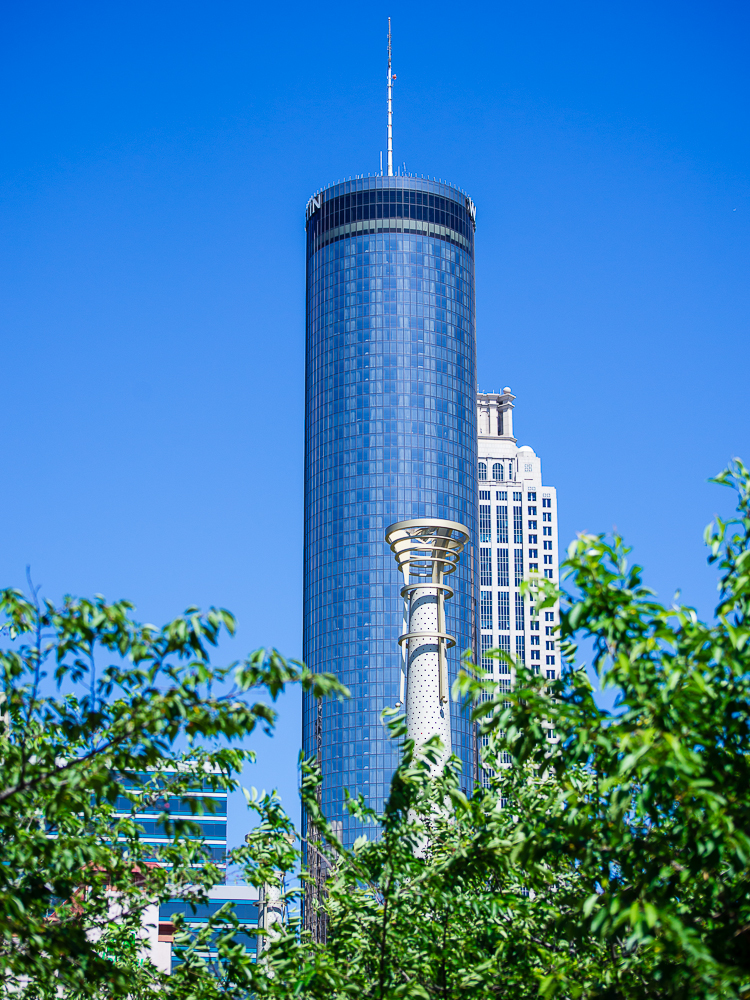
Westin Peachtree Plaza, Atlanta, Georgia, Mỹ

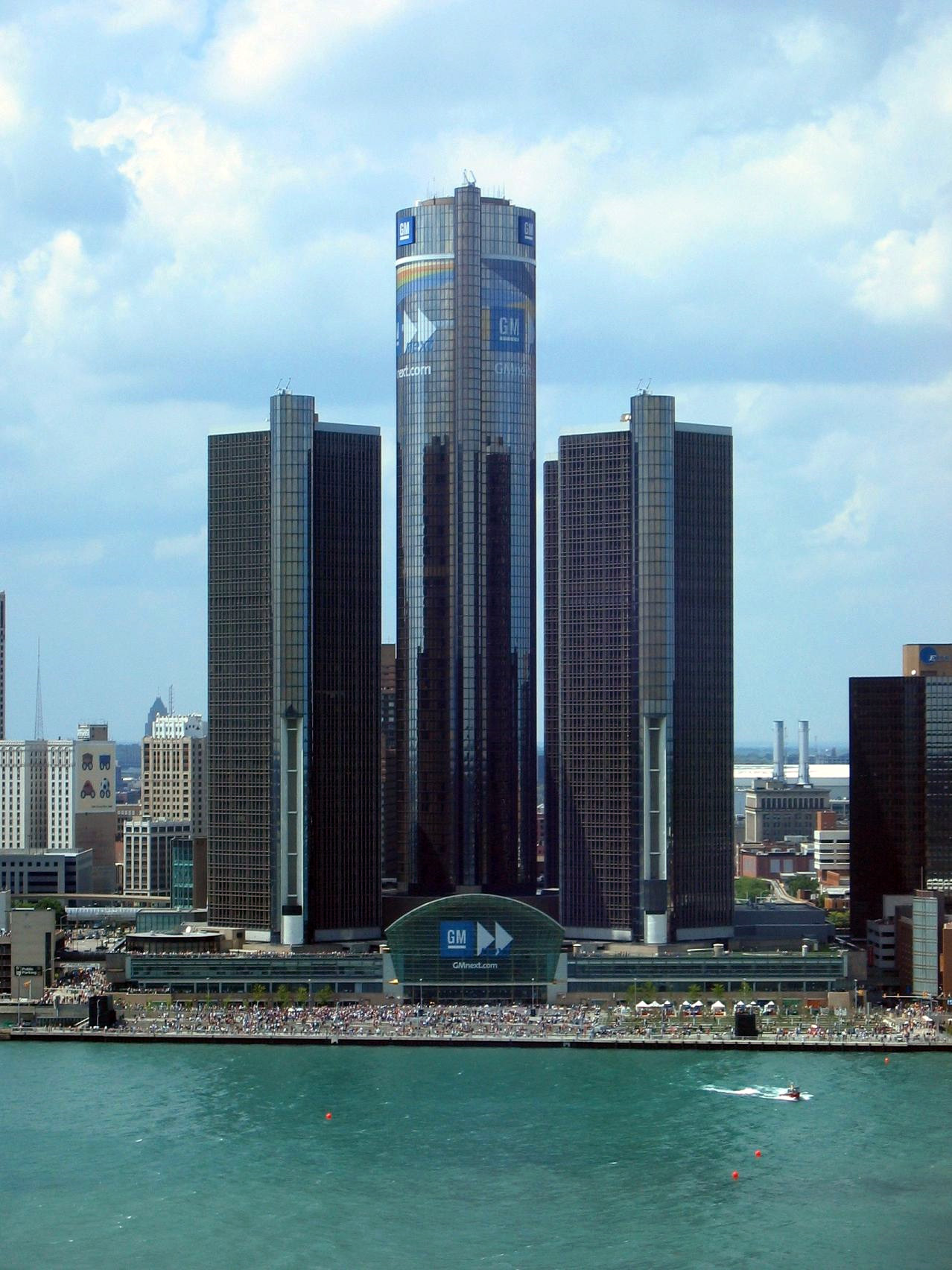
Renaissance Center ở Detroit, Michigan, Mỹ

| Hạng | Tòa nhà                                                 | Thành phố          | Quốc gia       | Chiều cao mét / feet  | Tầng | Thời gian xây |
| ---- | ------------------------------------------------------- | ------------------ | -------------- | --------------------- | ---- | ------------- |
| 1    | Khách sạn Gevora                                        | Dubai              | UAE            | 356,3 mét (1.169 ft)  | 75   | 2017          |
| 2    | JW Marriott Marquis Dubai                               | Dubai              | UAE            | 355 mét (1.165 ft)    | 77   | 2012          |
| 3    | Four Seasons Place Kuala Lumpur                         | Kuala Lumpur       | Malaysia       | 343 mét (1.125 ft)    | 65   | 2018          |
| 4    | SLS Dubai Hotel and Residences                          | Dubai              | UAE            | 336 mét (1.102 ft)    | 78   | 2020          |
| 5    | Rose Rayhaan by Rotana                                  | Dubai              | UAE            | 333 mét (1.093 ft)    | 72   | 2007          |
| 6    | Khách sạn Ryugyong                                      | Bình Nhưỡng        | Bắc Triều Tiên | 330 mét (1,080 ft)    | 105  | 1990          |
| 7    | Burj Al Arab                                            | Dubai              | UAE            | 321 mét (1.053 ft)    | 60   | 1999          |
| 8    | Khách sạn Jumeirah Emirates Towers                      | Dubai              | UAE            | 309 mét (1.014 ft)    | 56   | 2000          |
| 9    | Tháp Baiyoke II                                         | Bangkok            | Thái Lan       | 309 mét (1.014 ft)    | 84   | 1997          |
|      | Wuxi Maoye City - Marriott Hotel                        | Vô Tích            | Trung Quốc     | 304 mét (997 ft)      | 68   | 2013          |
|      | Millennium Plaza                                        | Dubai              | UAE            | 294 mét (965 ft)      | 66   | 2011          |
|      | The Bahia Grand Panama                                  | Thành phố Panama   | Panama         | 284 mét (932 ft)      | 70   | 2011          |
|      | The Cullinan South Tower                                | Hồng Kông          | Trung Quốc     | 270 mét (890 ft)      | 68   | 2008          |
|      | Four Seasons Hotel Manama                               | Manama             | Bahrain        | 270 mét (890 ft)      | 50   | 2014          |
|      | Radisson Royal Dubai                                    | Dubai              | UAE            | 269 mét (883 ft)      | 60   | 2010          |
|      | Grand Lisboa                                            | Ma Cao             | Trung Quốc     | 258 mét (846 ft)      | 52   | 2008          |
|      | Raffles Hotel Jakarta                                   | Jakarta            | Indonesia      | 257 mét (843 ft)      | 49   | 2013          |
|      | Grand Hyatt Kuala Lumpur                                | Kuala Lumpur       | Malaysia       | 243 mét (797 ft)      | 37   | 2012          |
|      | Sail Tower                                              | Jeddah             | Ả Rập Xê Út    | 240 mét (790 ft)      | 64   | 2020          |
|      | Centara Grand Hotel                                     | Bangkok            | Thái Lan       | 235 mét (771 ft)      | 57   | 2008          |
|      | Tropicana The Residence & W Hotel                       | Kuala Lumpur       | Malaysia       | 232 mét (761 ft)      | 55   | 2017          |
|      | Hyatt Regency Colombo                                   | Colombo            | Sri Lanka      | 229,5 mét (753 ft)    | 47   | 2015          |
|      | Courtyard/Residence Inn New York Manhattan/Central Park | Thành phố New York | Hoa Kỳ         | 229,4 mét (753 ft)    | 68   | 2013          |
|      | Oasis Skyway Garden Hotel                               | Thượng Hải         | Trung Quốc     | 226 mét (741 ft)      | 52   | 2007          |
|      | Swissôtel The Stamford                                  | Singapore          | Singapore      | 226 mét (741 ft)      | 73   | 1986          |
|      | Keraton at The Plaza                                    | Jakarta            | Indonesia      | 225 mét (738 ft)      | 48   | 2008          |
|      | Detroit Marriott at the Renaissance Center              | Detroit            | Hoa Kỳ         | 222 mét (728 ft)      | 73   | 1977          |
|      | InterContinental Doha The City                          | Doha               | Qatar          | 221 mét (725 ft)      | 60   | 2012          |
|      | Angsana Hotel Tower                                     | Dubai              | UAE            | 221 mét (725 ft)      | 49   | 2008          |
|      | Westin Peachtree Plaza Hotel                            | Atlanta            | Hoa Kỳ         | 220,37 mét (723,0 ft) | 73   | 1976          |
|      | Ocean Resort Casino                                     | Thành phố Atlantic | Hoa Kỳ         | 216,5 mét (710 ft)    | 57   | 2012          |
|      | Riu Plaza Guadalajara                                   | Guadalajara        | Mexico         | 215 mét (705 ft)      | 50   | 2011          |
|      | Ritz-Carlton Jakarta Tower I                            | Jakarta            | Indonesia      | 212 mét (696 ft)      | 48   | 2005          |
|      | Ritz-Carlton Jakarta Tower II                           | Jakarta            | Indonesia      | 212 mét (696 ft)      | 48   | 2005          |
|      | Four Seasons Hotel New York                             | Thành phố New York | Hoa Kỳ         | 208 mét (682 ft)      | 52   | 1993          |
|      | Tamani Hotel Marina                                     | Dubai              | UAE            | 207 mét (679 ft)      | 54   | 2006          |
|      | Sofitel Jin Jiang Oriental Pudong Hotel                 | Thượng Hải         | Trung Quốc     | 207 mét (679 ft)      | 47   | 2002          |
|      | Resorts World Las Vegas                                 | Las Vegas          | Hoa Kỳ         | 206 mét (676 ft)      | 59   | 2020          |
|      | Four Seasons Hotel Hong Kong                            | Hồng Kông          | Trung Quốc     | 205 mét (673 ft)      | 55   | 2005          |
|      | St. Regis Kuala Lumpur                                  | Kuala Lumpur       | Malaysia       | 205 mét (673 ft)      | 48   | 2016          |
|      | Berjaya Times Square Hotel Tower A                      | Kuala Lumpur       | Malaysia       | 203 mét (666 ft)      | 48   | 2003          |
|      | Berjaya Times Square Hotel Tower B                      | Kuala Lumpur       | Malaysia       | 203 mét (666 ft)      | 48   | 2003          |
|      | Renaissance Hotel Tianjin                               | Thiên Tân          | Trung Quốc     | 203 mét (666 ft)      | 48   | 2002          |
|      | Yuanyang Building                                       | Đại Liên           | Trung Quốc     | 201 mét (659 ft)      | 51   | 1973          |
|      | Royal Mediterranean Hotel                               | Quảng Châu         | Trung Quốc     | 201 mét (659 ft)      | 48   | 1998          |
|      | Marina Bay Sands                                        | Singapore          | Singapore      | 200 mét (660 ft)      | 57   | 2010          |
|      | Radisson Hotel Shanghai New World                       | Thượng Hải         | Trung Quốc     | 200 mét (660 ft)      | 46   | 2005          |
|      | Dolton Hotel Changsha                                   | Trường Sa, Hồ Nam  | Trung Quốc     | 200 mét (660 ft)      | 51   | 1998          |
|      | Shangri-La Dubai                                        | Dubai              | UAE            | 200 mét (660 ft)      | 43   | 2003          |
|      | Conrad Seoul Hotel                                      | Seoul              | Hàn Quốc       | 200 mét (660 ft)      | 37   | 2012          |
|      | Hotel Ukraina                                           | Moskva             | Nga            | 198 mét (650 ft)      | 34   | 1955          |
|      | Banyan Tree                                             | Bangkok            | Thái Lan       | 198 mét (650 ft)      | 61   | 1995          |
|      | One Galle Face                                          | Colombo            | Sri Lanka      | 194 mét (636 ft)      | 32   | 2017          |
|      | JW Marriott Edmonton Ice District & Residences          | Edmonton           | Canada         | 192 mét (630 ft)      | 56   | 2019          |
|      | Encore Las Vegas                                        | Las Vegas          | Hoa Kỳ         | 192 mét (630 ft)      | 48   | 2008          |
|      | The Address Dubai Mall                                  | Dubai              | UAE            | 192 mét (630 ft)      | 37   | 2008          |
|      | The Waldorf-Astoria Hotel                               | Thành phố New York | Hoa Kỳ         | 191 mét (627 ft)      | 47   | 1931          |
|      | The Classic 500A                                        | Seoul              | Hàn Quốc       | 196 mét (643 ft)      | 50   | 2008          |
|      | Wynn Las Vegas                                          | Las Vegas          | Hoa Kỳ         | 187 mét (614 ft)      | 45   | 2005          |
|      | Gran Hotel Bali                                         | Benidorm           | Tây Ban Nha    | 186 mét (610 ft)      | 52   | 2002          |
|      | Hotel Sofitel Silver Plaz                               | Jinan              | Trung Quốc     | 186 mét (610 ft)      | 53   | 1999          |
|      | Hyatt Regency Andares                                   | Guadalajara        | Mexico         | 185 mét (607 ft)      | 41   | 2016          |
|      | Grand Seasons Hotel                                     | Kuala Lumpur       | Malaysia       | 184 mét (604 ft)      | 40   | 1998          |
|      | Makuhari Prince Hotel                                   | Chiba              | Nhật Bản       | 181 mét (594 ft)      | 49   | 1995          |
|      | Kerry Shangri-la Hotel                                  | Nam Kinh           | Trung Quốc     | 180 mét (590 ft)      | 47   | 2014          |
|      | Pattaya Park Beach Hotel                                | Pattaya            | Thái Lan       | 180 mét (590 ft)      | 54   | 1995          |
|      | The London NYC                                          | Thành phố New York | Hoa Kỳ         | 180 mét (590 ft)      | 54   | 1990          |
|      | Millennium Hilton Hotel                                 | Thành phố New York | Hoa Kỳ         | 179 mét (587 ft)      | 59   | 1992          |
|      | North Building                                          | Tokyo              | Nhật Bản       | 178 mét (584 ft)      | 47   | 1971          |
|      | W Times Square                                          | Thành phố New York | Hoa Kỳ         | 178 mét (584 ft)      | 53   | 2001          |
|      | Hilton Hotel Fallsview                                  | Thác Niagara       | Canada         | 178 mét (584 ft)      | 50   | 2009          |
|      | Radisson Blu Hotel                                      | Mersin             | Thổ Nhĩ Kỳ     | 177 mét (581 ft)      | 52   | 1987          |
|      | The Classic 500B                                        | Seoul              | Hàn Quốc       | 177 mét (581 ft)      | 40   | 2008          |
|      | Holiday Inn Qingdao                                     | Thanh Đảo          | Trung Quốc     | 175 mét (574 ft)      | 38   | 1998          |
|      | New York Marriott Marquis                               | Thành phố New York | Hoa Kỳ         | 175 mét (574 ft)      | 56   | 1985          |
|      | Lotte Hotel Busan                                       | Busan              | Hàn Quốc       | 173 mét (568 ft)      | 41   | 1997          |
|      | Four Seasons Hotel Shanghai                             | Thượng Hải         | Trung Quốc     | 172 mét (564 ft)      | 37   | 2002          |
|      | The New York Palace Hotel                               | Thành phố New York | Hoa Kỳ         | 172 mét (564 ft)      | 51   | 1981          |
|      | Hotel Sherry-Netherland                                 | Thành phố New York | Hoa Kỳ         | 171 mét (561 ft)      | 40   | 1927          |
|      | Cordis, Hồng Kông                                       | Hồng Kông          | Trung Quốc     | 170 mét (560 ft)      | 42   | 2004          |
|      | Grand Metropark Hotel Nanjing                           | Nam Kinh           | Trung Quốc     | 170 mét (560 ft)      | 42   | 1994          |
|      | Atlanta Marriott Marquis                                | Atlanta            | Hoa Kỳ         | 169 mét (554 ft)      | 52   | 1985          |
|      | Sheraton Dallas Hotel Canne                             | Dallas             | Hoa Kỳ         | 168 mét (551 ft)      | 42   | 1959          |
|      | Emporium Suites Tower                                   | Bangkok            | Thái Lan       | 167 mét (548 ft)      | 46   | 1998          |
|      | Discovery Suites                                        | Ortigas Center     | Philippines    | 167 mét (548 ft)      | 40   | 1999          |
|      | Marriott Rivercenter                                    | San Antonio        | Hoa Kỳ         | 166 mét (545 ft)      | 38   | 1998          |
|      | Bio City Hotel                                          | Busan              | Hàn Quốc       | 165 mét (541 ft)      | 49   | 2018          |
|      | Grand Millennium                                        | Bangkok            | Thái Lan       | 165 mét (541 ft)      | 36   | 2008          |
|      | Wang Fu Jing Century Hotel                              | Thành Đô           | Trung Quốc     | 165 mét (541 ft)      | 45   | ?             |
|      | Baynunah Hilton Tower Hotel                             | Abu Dhabi          | UAE            | 165 mét (541 ft)      | 40   | 1994          |
|      | Ritz Hotel Tower                                        | Thành phố New York | Hoa Kỳ         | 165 mét (541 ft)      | 41   | 1926          |
|      | The Portman Ritz-Carlton                                | Thượng Hải         | Trung Quốc     | 165 mét (541 ft)      | 48   | 1998          |
|      | JW Marriott Hotel Hong Kong                             | Hồng Kông          | Trung Quốc     | 165 mét (541 ft)      | 50   | 1998          |
|      | Pinnacle & Sheraton Hotel                               | Petaling Jaya      | Malaysia       | 165 mét (541 ft)      | 45   | 2017          |
|      | InterContinental Warsaw                                 | Warsaw             | Ba Lan         | 164 mét (538 ft)      | 45   | 2003          |
|      | Sheraton Nanjing Kingsley Hotel & Towers                | Nam Kinh           | Trung Quốc     | 164 mét (538 ft)      | 42   | 1998          |
|      | The Shore Hotel & Residences                            | Malacca            | Malaysia       | 163 mét (535 ft)      | 43   | 2014          |
|      | Westin New York at Times                                | Thành phố New York | Hoa Kỳ         | 162 mét (531 ft)      | 45   | 2002          |
|      | Minnan Hotel                                            | Hạ Môn             | Trung Quốc     | 162 mét (531 ft)      | 38   | 1995          |
|      | New Century Hotel                                       | Vũ Hán             | Trung Quốc     | 162 mét (531 ft)      | 36   | 2003          |
|      | Swissôtel Krasnye Holmy                                 | Moskva             | Nga            | 162 mét (531 ft)      | 35   | 2005          |
|      | New York-New York                                       | Las Vegas          | Hoa Kỳ         | 161 mét (528 ft)      | 49   | 1997          |
|      | Delta Toronto Hotel                                     | Toronto            | Canada         | 160 mét (520 ft)      | 47   | 2014          |
|      | Linden Hotel                                            | Cao Hùng           | Đài Loan       | 160 mét (520 ft)      | 41   | 1994          |
|      | Hotel Pierre                                            | Thành phố New York | Hoa Kỳ         | 160 mét (520 ft)      | 41   | 1930          |
|      | [Foreign Trade                                          | Thâm Quyến         | Trung Quốc     | 160 mét (520 ft)      | 50   | 1985          |
|      | Qilu Center & Tower                                     | Jinan              | Trung Quốc     | 158 mét (518 ft)      | 39   | 1995          |
|      | Shin-Kobe Oriental City                                 | Kobe               | Nhật Bản       | 158 mét (518 ft)      | 37   | 1998          |
|      | The St. Regis Mumbai                                    | Mumbai             | Ấn Độ          | 155 mét (509 ft)      | 45   | 2012          |
|      | Tokyo Dome Hotel                                        | Tokyo              | Nhật Bản       | 155 mét (509 ft)      | 43   | 2000          |
|      | Sumitomo Fudosan Mita Twin                              | Tokyo              | Nhật Bản       | 155 mét (509 ft)      | 42   | 2005          |
|      | InterContinental MidPlaza Jakarta Hotel                 | Jakarta            | Indonesia      | 155 mét (509 ft)      | 37   | 2010          |
|      | Bellagio                                                | Las Vegas          | Hoa Kỳ         | 155 mét (509 ft)      | 36   | 1998          |
|      | Haeundae Citadin Hotel                                  | Busan              | Hàn Quốc       | 155 mét (509 ft)      | 42   | 2014          |
|      | Hilton Kuala Lumpur                                     | Kuala Lumpur       | Malaysia       | 154 mét (505 ft)      | 38   | 2004          |
|      | Hotel Arts Barcelona                                    | Barcelona          | Tây Ban Nha    | 154 mét (505 ft)      | 44   | 1992          |
|      | JW Marriott Hotel Chongqing                             | Trùng Khánh        | Trung Quốc     | 154 mét (505 ft)      | 45   | 1999          |
|      | Le Meridien Kuala Lumpur                                | Kuala Lumpur       | Malaysia       | 154 mét (505 ft)      | 38   | 2004          |
|      | Miyazaki Phoenix Hotel                                  | Miyazaki           | Nhật Bản       | 154 mét (505 ft)      | 45   | 1994          |
|      | Süzer Plaza Ritz-Carlton                                | Istanbul           | Thổ Nhĩ Kỳ     | 154 mét (505 ft)      | 34   | 1998          |
|      | Hyatt Regency Crown Center                              | Thành phố Kansas   | Hoa Kỳ         | 154 mét (505 ft)      | 45   | 1980          |
|      | Dusit Dubai                                             | Dubai              | UAE            | 153 mét (502 ft)      | 40   | 2001          |
|      | The Fairmont Dubai                                      | Dubai              | UAE            | 153 mét (502 ft)      | 37   | 2002          |
|      | Sheraton New York                                       | Thành phố New York | Hoa Kỳ         | 153 mét (502 ft)      | 51   | 1962          |
|      | Crown Towers                                            | Melbourne          | Australia      | 152 mét (499 ft)      | 43   | 1997          |
|      | The St. Regis Mexico City                               | Thành phố México   | Mexico         | 152 mét (499 ft)      | 31   | 2008          |
|      | Manchester Grand Hyatt Hotel                            | San Diego          | Hoa Kỳ         | 151 mét (495 ft)      | 40   | 1992          |
|      | The Peninsula Bangkok                                   | Bangkok            | Thái Lan       | 151 mét (495 ft)      | 40   | 1998          |
|      | Baiyoke Tower I                                         | Bangkok            | Thái Lan       | 151 mét (495 ft)      | 43   | 1987          |
|      | St. Regis Hotel                                         | Thượng Hải         | Trung Quốc     | 151 mét (495 ft)      | 38   | 2001          |
|      | Hilton San Francisco Tower C                            | San Francisco      | Hoa Kỳ         | 150 mét (490 ft)      | 36   | 1932          |
|      | Loews Philadelphia Hotel                                | Philadelphia       | Hoa Kỳ         | 150 mét (490 ft)      | 36   | 1932          |
|      | NT Credo Motomachi Building                             | Hiroshima          | Nhật Bản       | 150 mét (490 ft)      | 35   | 1993          |
|      | Nha Trang Plaza Hotel[B]                                | Nha Trang          | Việt Nam       | 150 mét (490 ft)      | 41   | 2011          |
|      | Seoul Dragon City                                       | Seoul              | Hàn Quốc       | 150 mét (490 ft)      | 40   | 2017          |
|      | Park Hyatt Busan                                        | Busan              | Hàn Quốc       | 150 mét (490 ft)      | 34   | 2013          |

## Khách sạn đang được xây dựng
Danh sách này liệt kê các tòa nhà chọc trời chứa khách sạn, có chiều cao tối thiểu 150 m (490 ft) và hiện đang được xây dựng.

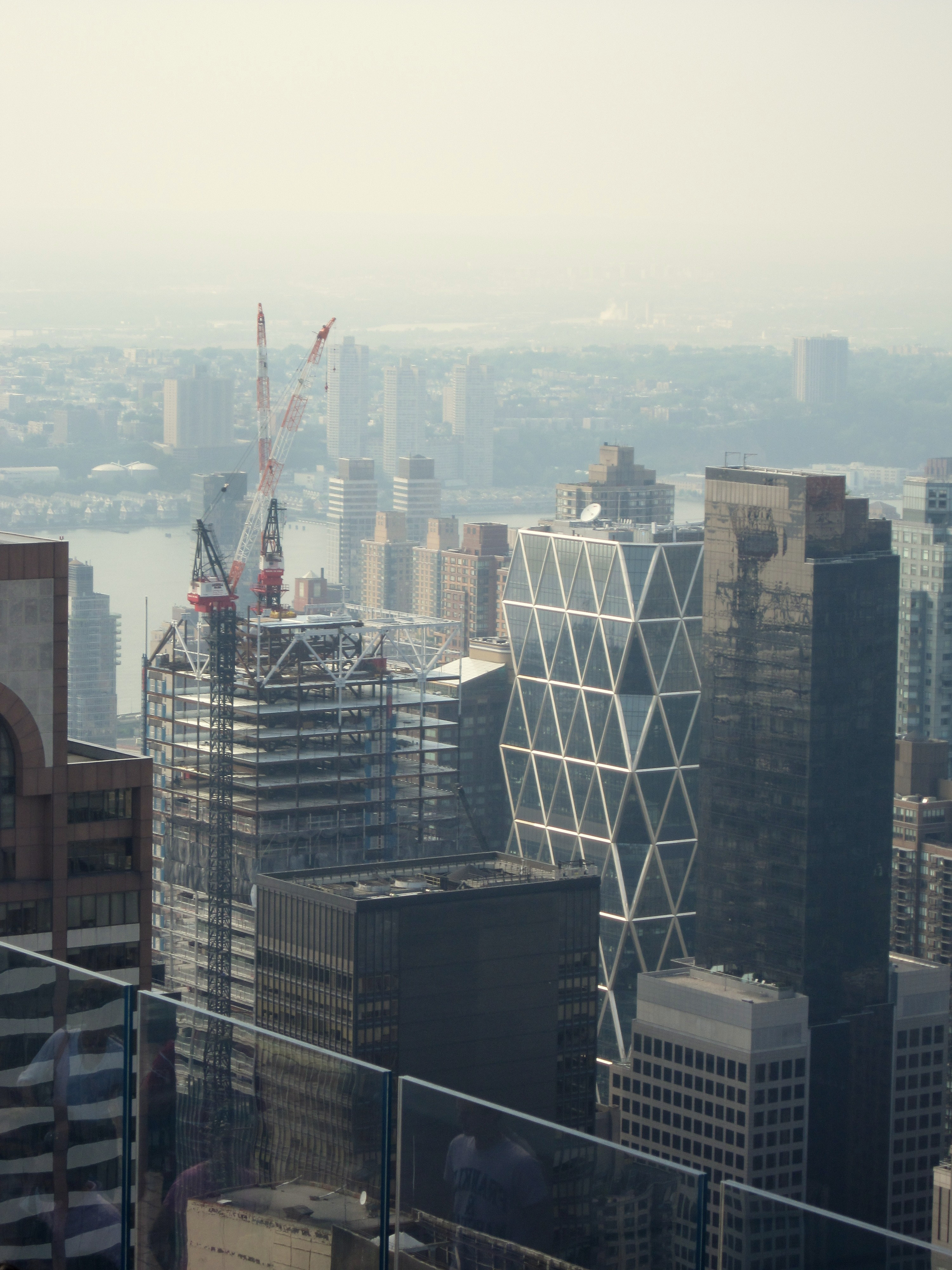
Sân và công viên trung tâm Manhattan Inn đang được xây dựng tại thành phố New York, Hoa Kỳ

| Tòa nhà                                           | Thành phố         | Quốc gia       | Chiều cao mét / feet | Tầng | Thời gian xây |
| ------------------------------------------------- | ----------------- | -------------- | -------------------- | ---- | ------------- |
| Ciel Tower                                        | Dubai             | UAE            | 366 mét (1.201 ft)   | 82   | 2022/2023     |
| Khách sạn Ryugyŏng[B]                             | Bình Nhưỡng       | Bắc Triều Tiên | 330 mét (1.080 ft)   | 105  | TBA           |
| DAMAC Paramount Hotel & Residences                | Dubai             | UAE            | 270 mét (890 ft)     | 68   | 2016          |
| Sail Tower                                        | Jeddah            | Ả Rập Xê Út    | 240 mét (790 ft)     | 64   | 2019          |
| Ciputra World Hotel Tower                         | Jakarta           | Indonesia      | 257 mét (843 ft)     | 49   | 2013          |
| Central Market Hotel Tower                        | Abu Dhabi         | UAE            | 255 mét (837 ft)     | 58   | 2014          |
| Paramount Tower Hotel & Residence                 | Dubai             | UAE            | 250 mét (820 ft)     | 65   | 2020          |
| VietinBank Business Center Hotel Tower            | Hà Nội            | Việt Nam       | 249 mét (817 ft)     | 48   | 2015          |
| Yuanda Central Plaza - St. Regis Hotel            | Trường Sa, Hồ Nam | Trung Quốc     | 248 mét (814 ft)     | 63   | 2015          |
| Ritz-Carlton Mexico City                          | Thành phố México  | Mexico         | 241 mét (791 ft)     | 60   | 2018          |
| Western International Finance Center Conrad Hotel | Thành Đô          | Trung Quốc     | 240 mét (790 ft)     | 65   | 2014          |
| Oberoi Oasis Commercial Tower                     | Mumbai            | Ấn Độ          | 239 mét (784 ft)     | 49   |               |
| World Trade Center Hotel                          | Dinh Khẩu         | Trung Quốc     | 236 mét (774 ft)     | 40   | 2015          |
| Financial Street Westin Hotel                     | Trùng Khánh       | Trung Quốc     | 231 mét (758 ft)     | 54   | 2013          |
| The Palm Tower                                    | Dubai             | UAE            | 230 mét (750 ft)     | 52   | 2019          |
| Kula Belgrade                                     | Belgrade          | Serbia         | 220 mét (720 ft)     | 70   | 2017          |
| Furama Hotel Phase 3                              | Đại Liên          | Trung Quốc     | 218 mét (715 ft)     | 55   | 2014          |
| Jeju Dream Hotel Tower                            | Jeju              | Hàn Quốc       | 213 mét (699 ft)     | 62   | 2015          |
| Liqin Hotel                                       | Thiên Tân         | Trung Quốc     | 211 mét (692 ft)     |      | 2014          |
| Hilton Hotel Main Building                        | Đông Hoản         | Trung Quốc     | 208 mét (682 ft)     | 52   | 2013          |
| Rongsheng Plaza Hotel Tower                       | Nam Thông         | Trung Quốc     | 204 mét (669 ft)     | 48   | 2015          |
| Dicara Gold Tower - Hilton Hotel                  | Hàng Châu         | Trung Quốc     | 200 mét (660 ft)     | 55   | 2014          |
| City Center Hotel                                 | Doha              | Qatar          | 200 mét (660 ft)     | 58   | 2013          |
| The Centaurus Hotel                               | Islamabad         | Pakistan       | 200 mét (660 ft)     | 37   | 2014          |
| Grand Hyatt Islamabad                             | Islamabad         | Pakistan       | 200 mét (660 ft)     | 45   | 2017          |
| Avari Hotels Extension Tower                      | Islamabad         | Pakistan       | 200 mét (660 ft)     | 24   | 2014          |
| Fereshteh Pasargad Hotel                          | Tehran            | Iran           | 188 mét (617 ft)     | 46   |               |
| The Crescent Hotel                                | Baku              | Azerbaijan     | 166 mét (545 ft)     | 36   | 2020          |
| Lahore Grand Hotel                                | Lahore            | Pakistan       | 160 mét (520 ft)     |      | 2017          |
| Hyatt Regency Seattle                             | Seattle           | Hoa Kỳ         | 160 mét (520 ft)     | 45   | 2017          |
| InterContinental Hotel                            | Lahore            | Pakistan       | 150 mét (490 ft)     | 38   | 2017          |
| Pearl Continental Tower                           | Lahore            | Pakistan       | 150 mét (490 ft)     | 40   | 2017          |